# آباران
 آباران (به اسپانیایی: Abarán) یکی از شهرداری‌های کومارکای شرقی و در بخش خودمختار مورسیا در کشور اسپانیا قرار دارد. تا سال ۲۰۰۷ مساحت این شهرداری ۱۱۵ کیلومتر مربع و جمعیت آن  ۱۲٬۹۶۸ تَن می‌باشد.

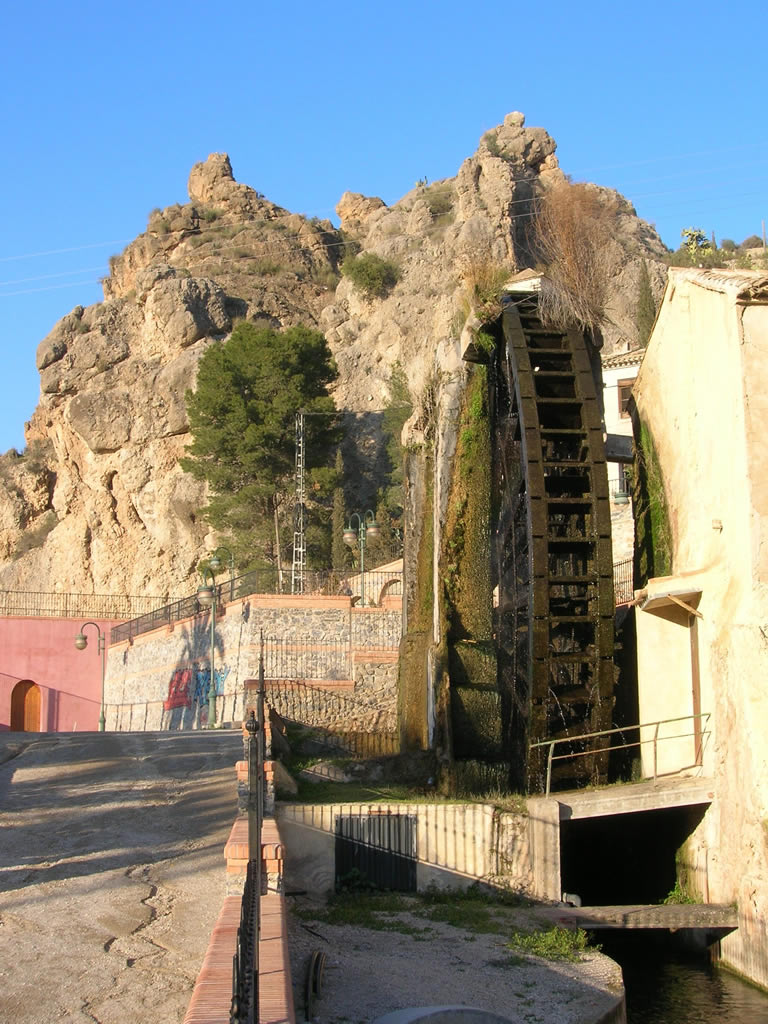
آسیاب بزرگ آبی آباران، یکی از دیدنی‌های شهرداری آباران است